# 10e Panzerdivision
La 10e Panzerdivision était une division blindée de la Wehrmacht durant la Seconde Guerre mondiale. Créée le 1er avril 1939, elle participe à la Seconde Guerre mondiale jusqu'à sa destruction en Tunisie.
La division combat d'abord lors de la campagne de Pologne en 1939 puis celle de l'Ouest en 1940. À l'été 1941 elle prend part à l'invasion de l'URSS au sein de l'offensive au centre, qui est prolongée contre Moscou à l'automne. Elle demeure dans la zone centrale du front lors de la retraite et des combats défensifs qui suivent jusqu'au printemps 1942. Elle retourne alors en France avant d'être expédiée en décembre en Tunisie où elle finit par se rendre aux Alliés, en mai 1943. Elle ne sera pas reconstituée.

## Emblèmes divisionnaires

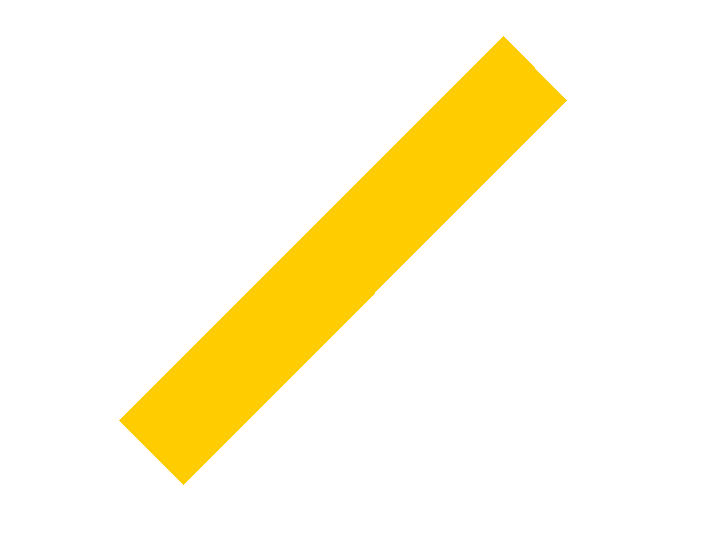
Emblème de la division en 1939
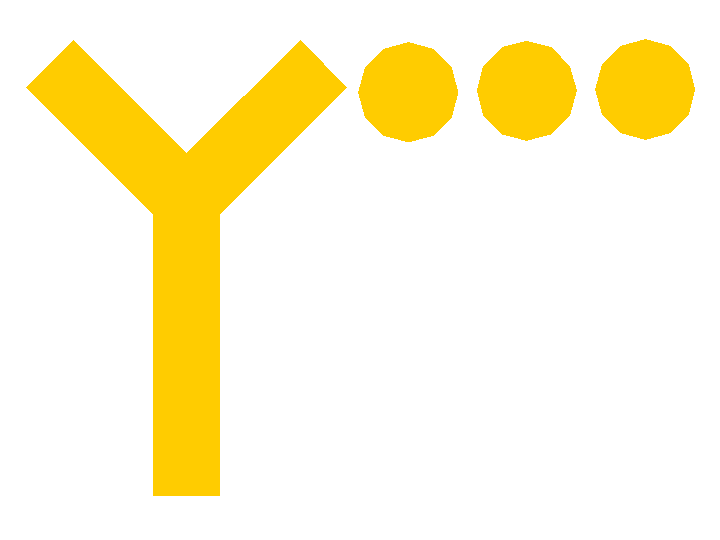
Emblème de la division en 1940
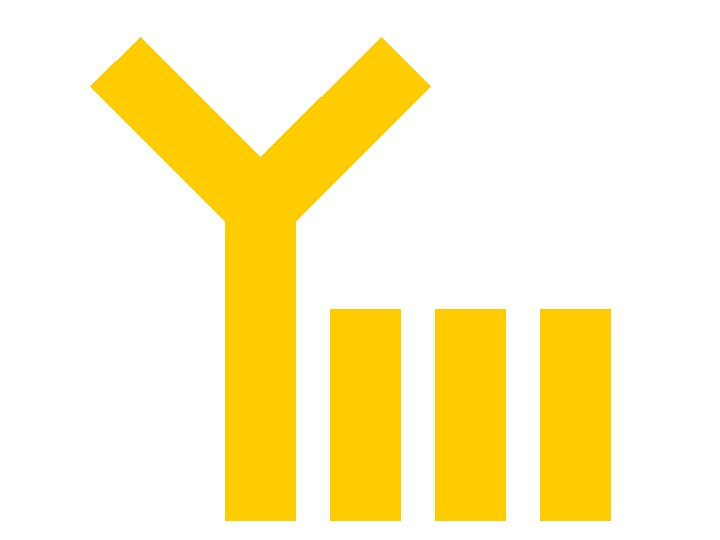
Emblème de la division de 1941 à 1945
Logo de la division en 1940 (variante)
Logo de la division de 1940 à 1943

## Histoire

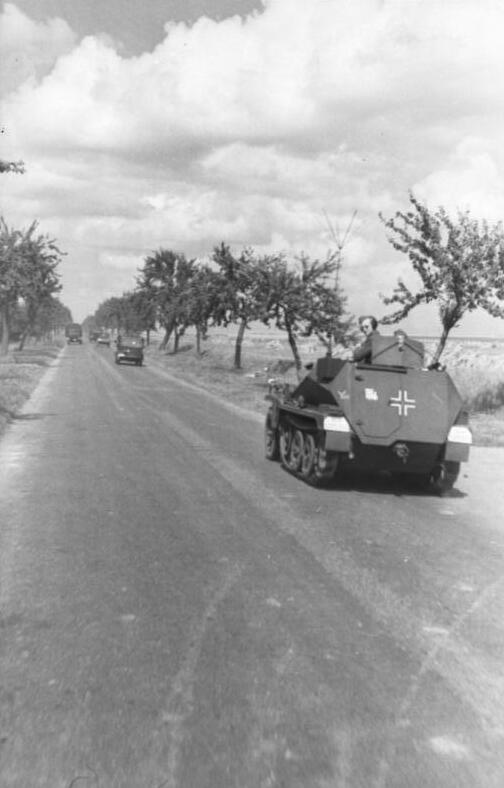
Véhicules de la 10e Panzerdivision en France (août 1942)

La 10e division blindée est créée le 1er avril 1939 à Prague à partir d'éléments des 20e et 29e divisions d'infanterie (motorisées).
Lors de l'invasion de la Pologne, elle est d'abord en réserve du groupe d'armées nord avant d'être envoyée renforcer le XIXe corps d'armée (Guderian)
Dans le plan d'offensive à l'Ouest, la 10e division blindée fait partie avec les 1re et 2e divisions blindées du XIXe corps d'armée (Guderian). Ce corps est placé en premier échelon de la Panzergruppe von Kleist qui doit percer les fortifications de la frontière belgo-luxembourgeoise et ensuite le front français à Sedan en traversant la Meuse le 4e jour. Pour des raisons de camouflage, la 10e division blindée est déployée dans la région de Traben-Trarbach – Bernkastel à plus de 80 kilomètres du Luxembourg.
|                        | Panzer I | Panzer II | Pz.Befehlswagen | Total chars légers | Panzer III | Panzer IV | Total chars moyens et lourds | Total |
| Panzer-Regiment 7      | 22       | 58        | 9               | 89                 | 29         | 16        | 45                           | 134   |
| Panzer-Regiment 8      | 22       | 55        | 9               | 86                 | 29         | 16        | 45                           | 131   |
| Total pour la division | 44       | 113       | 18              | 175                | 58         | 32        | 90                           | 265   |

À la veille de l'opération Barbarossa, la 10e Panzerdivision avait une force totale de 182 blindés :
- 45 PzKpfw II,
- 105 PzKpfw III (50 mm),
- 20 PzKpfw IV,
- 12 PzBef (chars de commandement)

En juin 1941, la division prend part à l'opération Barbarossa au sein du groupe d'armées centre. Après avoir subi de lourdes pertes aux portes de Moscou et sur le front oriental pendant la contre-offensive russe durant l'hiver 1941-1942, elle est renvoyée en France pour se reconstituer et pour servir de réserve stratégique contre d'éventuelles invasions alliées, tel que le débarquement de Dieppe qu'elle repousse avec succès.
 
L'Afrikakorps étant pressé de toutes parts en Tunisie après l'opération Torch en 1942, la division vient en renfort à Rommel et participe avec succès à la bataille de Kasserine en 1943, mais elle est ensuite anéantie pendant la prise de Tunis par les américains, le 12 mai 1943, en même temps que la 15e et la 21e.
Contrairement à de nombreuses autres divisions détruites à ce moment-là, la 10e Panzerdivision n'a jamais été reconstituée, et a donc définitivement disparu de l'ordre de bataille allemand.

## Commandants
| Début          | Fin              | Grade                              | Nom                       |
| -------------- | ---------------- | ---------------------------------- | ------------------------- |
| 1er mai 1939   | 14 juillet 1939  | Generalmajor                       | Georg Gawantka (de)       |
| 1er août 1939  | 2 août 1941      | Generalleutnant                    | Ferdinand Schaal          |
| 3 août 1941    | 1er février 1943 | Generalmajor, puis Generalleutnant | Wolfgang Fischer (en)     |
| 2 février 1943 | 12 mai 1943      | Generalmajor, puis Generalleutnant | Fritz Freiherr von Broich |

## Ordre de batailles

### Composition en avril-mai 1940
Source : Lexikon der Wehrmacht
- Panzer-Brigade 4
  - Panzer-Regiment 7
  - Panzer-Regiment 8
- Schützen-Brigade 10
  - Schützen-Regiment 69
  - Schützen-Regiment 86
  - Schwere Infanterie-Geschütz-Kompanie 706
- Artillerie-Regiment 90 (créé le 28 octobre 1939, à deux groupes I./ et II./ à partir du 1er janvier 1940[6])
- Panzer-Aufklürungs-Abteilung 90 (créée le 1er avril 1940 à partir de la I./Aufklärungs-Regiment 8[7])
- Panzerjäger-Lehr-Abteilung (nom depuis le 1er avril 1940, anciennement Panzer-Abwehr-Abteilung 90[7])
- Panzer-Pionier-Bataillon 49 (depuis le 15 avril 1940[8])
- Nachrichten-Abteilung 90
- Versorgungstruppen 90

### Composition en mars 1943
- Panzergrenadier-Regiment 69
- Panzergrenadier-Regiment 86
- Panzer-Regiment 7
- Panzer-Artillerie-Regiment 90
  - Panzer-Artillerie-Abteilung I
  - Panzer-Artillerie-Abteilung II
  - Panzer-Artillerie-Abteilung III
  - Panzer-Artillerie-Abteilung IV
- Panzer-Aufklärungs-Abteilung 10
- Flak-Artillerie-Abteilung 302
- Panzerjäger-Abteilung 90
- Panzer-Pionier-Abteilung 49
- Panzer-Nachrichten-Abteilung 90
- Feldersatz-Abteilung 90
- Versorgungsdienste 90

## Théâtres d'opérations
- Septembre 1939
  - Campagne de Pologne
- Mai 1940
  - Campagne de France
- Juin 1941
  - Opération Barbarossa
  - Bataille de Minsk, Bataille de Smolensk (1941), Bataille de Moscou, Vyasma
- Mai 1942
  - Dieppe
- Novembre 1942 - juin 1943
  - Afrique du nord

## Récompenses
- 17 membres de la 10e division blindée sont faits Chevalier de la Croix de fer.
- 2 membres reçoivent la croix de fer avec feuilles de chêne.

## Crimes de guerre
La 10e Panzerdivision a été évoquée par l'historien Raffael Scheck concernant le massacre des soldats sénégalais du 20 juin 1940 ; ceux-ci s'étaient rendus, à Chasselay dans le Rhône pour finir abattus par des mitrailleuses et pour certains écrasés par les chars d'assaut. À la suite de la découverte en 2019 de clichés inédits, l'historien Julien Fargettas attribue ce crime à la Panzerdivision, déjà évoquée par Scheck, plutôt qu'à la 3e division SS Totenkopf, jusque là désignée comme responsable de ce crime,.